# Othmar Reiser
C. H. Othmar Reiser (Viena, 21 de diciembre de 1861-Pekre, 21 de marzo de 1936) fue un ornitólogo austríaco. 

## Biografía
Reiser era curador del Zemaljski Muzej de Sarajevo, donde es posible ver su colección de pájaros de la península balcánica (aproximadamente 10 000 especímenes). Tomó la parte en una expedición de la Academia Austríaca de Ciencias al noreste de Brasil, en la que fue el primero en observar el guacamayo de Spix (Cyanopsitta spixii) en 1903, desde su descubrimiento original 84 años antes. Describió una nueva especie y género de picolezna, Megaxenops parnaguae, y una subespecie de martineta alas coloradas, Rhynchotus rufescens catingae.

### Trabajos
- Bericht über die Besichtigungen des Spix-Aras bei Paranaguá in Piauí während der Expedition der K.u.K Akademie der Wissenschaften im Jahre 1903
- Die VogelSammlung des bosnischhercegowin Landesmuseums in Sarajevo, Budapest (1891)
- Bericht über die botanische Ergebnisse meiner naturwissenschaftlichen Sammelreisen in Serbien in den Jahren 1899 u. 1900 (1905)
- Materialen zu einer Ornis Balcanica Annalen des Naturhistorischen Museums in Wien (1939)

- Datos: Q2260639
- Multimedia: Otmar Reiser (Ornithologist) / Q2260639
- Especies: Othmar Reiser